# Pi2 Ursae Majoris

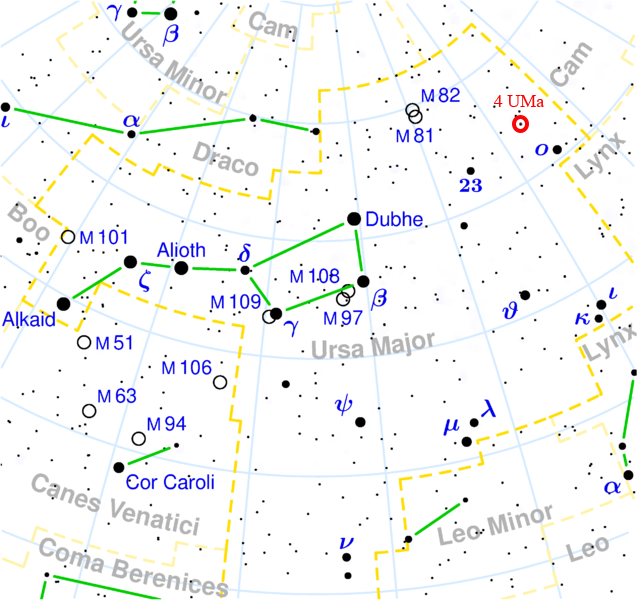
Ursa major constellation

Pi2 Ursae Majoris (π2 UMa), también conocida como 4 Ursae Majoris (4 UMa / HD 73108), es una estrella en la constelación de la Osa Mayor de magnitud aparente +4,60. Recibe el nombre tradicional de Muscida, también utilizado para designar a Ómicron Ursae Majoris y Pi1 Ursae Majoris. Con esta última forma una doble óptica con una separación de 0,7º. En 2007 se anunció el descubrimiento de un planeta extrasolar orbitando alrededor de Pi2 Ursae Majoris.
Situada a 252 años luz del sistema solar, Pi2 Ursae Majoris es una gigante naranja de tipo espectral K1III más fría que el Sol, con una temperatura efectiva de 4415 K. En las últimas fases de su vida, brilla con una luminosidad 127 veces mayor que la solar. Su diámetro es 19,3 veces más grande que el del Sol. A diferencia de otras estrellas con planetas que suelen tener una alta metalicidad, Pi2 Ursae Majoris presenta un contenido en hierro en relación con el de hidrógeno de tan sólo el 60% del que tiene el Sol.

## Sistema planetario
En 2007 se anunció el descubrimiento de un planeta extrasolar, denominado 4 Ursae Majoris b, mediante el análisis de las velocidades radiales. Su masa es al menos 7,1 veces mayor que la de Júpiter, moviéndose en una órbita muy excéntrica (ε = 0,43) que hace que la separación respecto a la estrella varíe entre 0,49 UA y 2,3 UA. Su período orbital es de 269 días.
| Acompañante (En orden desde la estrella) | Masa (MJ)   | Período orbital (días) | Semieje mayor (UA) | Excentricidad |
| ---------------------------------------- | ----------- | ---------------------- | ------------------ | ------------- |
| 4 Ursae Majoris b                        | > 7,1 ± 1,6 | 269,3 ± 1,96           | 0,87 ± 0,04        | 0,432 ± 0,024 |